# Punto de Arago

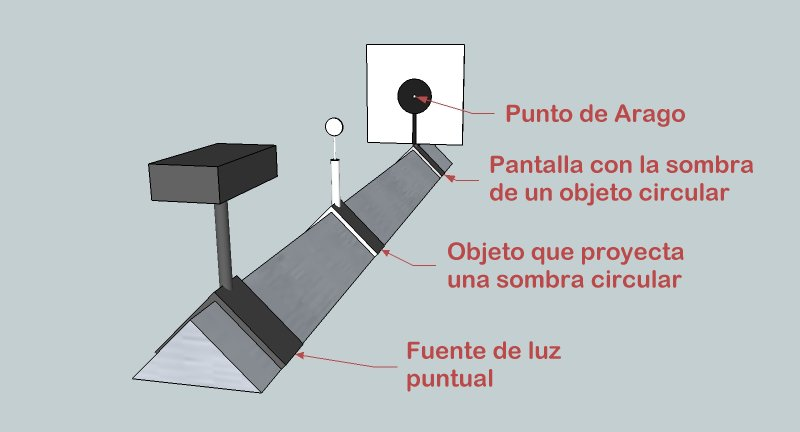
Experimento del punto de Arago. Una fuente de luz puntual, proyecta la sombra de un círculo sobre una pantalla. En el centro de la sombra aparece un punto brillante debido a la difracción, contradiciendo las predicciones de la óptica geométrica.

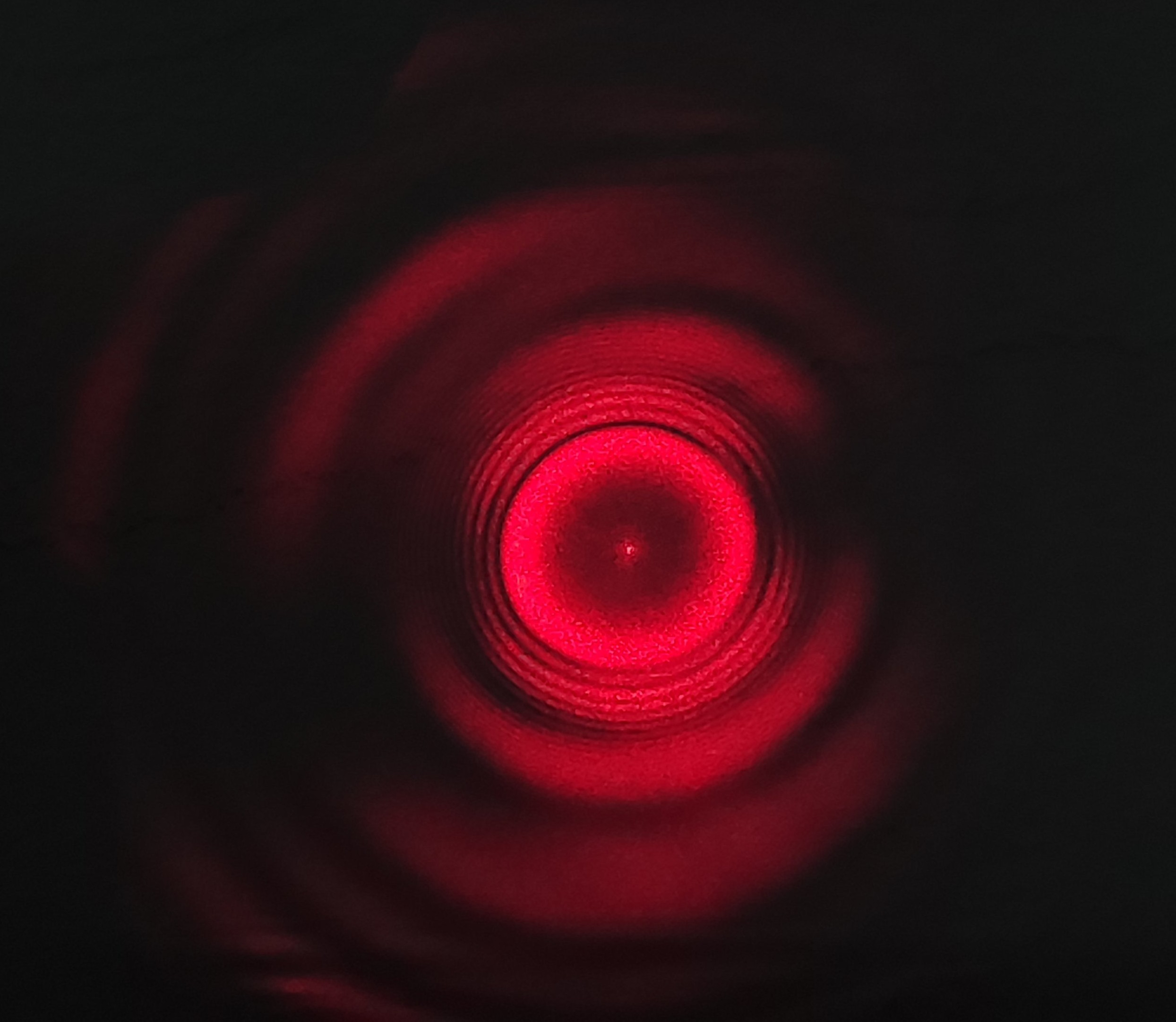
Patrón de difracción del experimento del Punto de Arago

En óptica, se conoce como punto de Arago o punto de Poisson (por los físicos franceses François Arago y Siméon Poisson) al punto luminoso que aparece en el centro de la sombra de un objeto circular iluminado por una fuente puntual monocromática. Este fenómeno desempeñó un interesante papel histórico a favor de la teoría ondulatoria de la luz en su contienda con la teoría corpuscular.

## Contexto histórico del experimento
A principios del siglo XIX, la teoría ondulatoria era rechazada por amplios sectores de la comunidad científica, debido sobre todo al renombre de Newton, quien había propuesto que la luz se encontraba constituida por partículas. 
En el año 1818, Augustin-Jean Fresnel ofrece una explicación del fenómeno de la difracción empleando la teoría ondulatoria. La presenta en el marco de un concurso organizado por la Academia francesa, ante un jurado al que pertenecía Simeón Poisson. Este último, partidario de la explicación corpuscular, usó las ecuaciones de la teoría de Fresnel para demostrar que estas implicaban que se debía formar un punto brillante en el centro del patrón de difracción de un objeto circular opaco (en la región de sombra). Su intención era que este resultado insospechado ayudase a derribar la teoría.
Sin embargo, François Arago verificó experimentalmente la predicción de Poisson, que hoy en día se conoce con el nombre de punto de Arago o punto de Poisson. Como el punto brillante se produce dentro de la sombra geométrica del objeto, ninguna teoría corpuscular puede explicarlo. Así pues, este descubrimiento proporcionó argumentos de peso en favor de la naturaleza ondulatoria de la luz, muy a pesar de Poisson.
La presencia del punto de Arago se puede entender intuitivamente usando el principio de Huygens, en el que Fresnel se apoyaba. Cuando la luz ilumina un obstáculo circular, el principio dice que todos los puntos a lo largo de la circunferencia del mismo actuarán como nuevas fuentes puntuales de luz. La luz que se emite en cada uno de esos puntos y que llega al centro de la sombra recorre la misma distancia para toda la circunferencia, por lo que llega en fase e interfiere constructivamente. Nótese que este argumento funciona específicamente con objetos circulares.
Cabe señalar que la existencia del punto había sido observada previamente por Jacques Philippe Maraldi, en el año 1723, pero el descubrimiento había pasado inadvertido.